# ステファニー・ヤネズ
ステファニー・ヤネズ（Stephanie Yanez）は歌手。アメリカ、カリフォルニア州でのAnime Expoをきっかけとして、2005年7月4日にジェネオン エンタテインメントからメジャーデビューした。

## 曲目リスト
- SHIFT~Cross Over Generations~ (English 版) (I've楽曲のカバー (SHIFT -世代の向こう-)
- SHIFT ~Cross Over Generations~ (Japanese 版) (I've楽曲のカバー) (SHIFT -世代の向こう- ~World Wide Mix~)
- 砂漠の雪 (I've楽曲のカバー)
- ニンギョヒメ  (ちょびっツ ED曲のカバー)
- Tumbling Falling (歌詞: Stephanie Yanez)

## ディスコグラフィ
- 『Anime Karaoke Collection』 （2005年7月5日／ジェネオン・エンタテインメント）